# Lázaro Borrell
Lázaro Borrell (Santa Clara, Cuba, 20 de septiembre de 1972) es un exjugador profesional de baloncesto cubano. Tuvo su paso por la NBA, en la temporada (1999-2000), jugando para los Seattle Supersonics, convirtiéndose en el segundo baloncestista de nacionalidad cubana, tras Andrés Guibert, en participar en la mayor competencia norteamericana.

## Carrera
Comenzó jugando en Cuba, como es habitual en el país caribeño, defendiendo los colores del equipo de su provincia, en su caso los Centrales o Lobos de Villa Clara. Debuta con la selección absoluta de su país en el Torneo de las Américas preolímpico de Las Vegas en 1992. A nivel de clubes, inicia su carrera internacional en la temporada 1997-98 con el equipo de Obras Sanitarias, en Argentina, junto a su compañero de selección Ángel Caballero, en virtud a un acuerdo de colaboración que dicho club mantuvo con la Federación Cubana, jugando allí dos temporadas. Tras su segunda temporada en el club, en el verano de 1999 jugó con su selección nacional y tras proclamarse Campeón del Centrobasket, acudieron a disputar un nuevo preolímpico americano en San Juan de Puerto Rico, donde disputando todavía la primera fase del torneo, cuatro jugadores se fugan de la concentración y solicitan asilo político en el país boricua, estos fueron Lázaro, Roberto Carlos Herrera, Héctor Pino y Ángel Caballero.
Ese mismo verano viaja al continente norteamericano, donde realiza varias pruebas con equipos de la NBA, firmando finalmente un contrato con los Seattle Supersonics con quienes disputa 17 partidos esa temporada con poco menos de 10 minutos por partido en los cuales promedia 3.6 puntos y 2.4 rebotes. En el verano siguiente juega una liga de verano con los Sonics y forma parte del plantel de pretemporada de los New York Knicks, pero finalmente no logra entrar en el roster final del equipo, firma entonces por LaCrosse Bobcats de la entonces segunda liga más importante del país, la CBA con quienes no acaba la temporada. Retorna entonces a Puerto Rico, firmando con los Indios de Mayagüez. En la temporada 2001-02 viaja a España para unirse con la temporada empezada al Drac Inca en la liga LEB española, pero una lesión lo deja fuera del equipo apenas habiendo disputado 2 partidos.
Retorna entonces a América, primero al Deportivo de Talca chileno y luego nuevamente a Obras Sanitarias, donde de manera intermitente juega durante cuatro temporadas, una de ellas en el TNA y con paradas en Rep. Dominicana, Venezuela (con Delfines de Miranda, con quienes jugó un Cto. Sudamericano de Clubs) y Uruguay. En la temporada 2006-07 jugó con Boca Juniors, logrando en Cto. Sudamericano de Clubes de 2006 y la liga Argentina de esa temporada, volviendo un año después a Obras Sanitarias con quienes juega hasta que una lesión de meniscos a finales del 2009 lo aparta del equipo, siendo su última experiencia como jugador profesional.

## Trayectoria
- 1997-99 Obras Sanitarias, LNB
- 1999-00 Seattle Supersonics, NBA
- 2000-01 La Crosse Bobcats, CBA
- 2001 Indios de Mayagüez, BSN
- 2001-02 Club Basquet Inca, LEB
- 2002-03 Deportivo Español, DIMAYOR
- 2002-03 Obras Sanitarias, LNB
- 2003 Los Mina, Rep. Dominicana
- 2003-04 Obras Sanitarias, LNB
- 2004 Delfines de Miranda, Cto. Sudamericano de Clubes
- 2004-05 Obras Sanitarias, LNB
- 2005 Grises de Humacao, BSN
- 2005-06 Paysandú BB, LUB
- 2005-06 Obras Sanitarias, LNB
- 2006-07 Boca Juniors, LNB
- 2007-10 Obras Sanitarias, LNB